# Lymantria kebeae
Lymantria kebeae este o specie de molii din genul Lymantria, familia Lymantriidae, descrisă de Bethune-baker 1904 Conform Catalogue of Life specia Lymantria kebeae nu are subspecii cunoscute.